# 275
El 275 (CCLXXV) fou un any comú començat en divendres del calendari julià.

## Esdeveniments
- 25 de setembre: el Senat Romà proclama Marc Claudi Tàcit emperador.

## Necrològiques
- Aurelià, emperador romà (nascut cap al 214).[1]